# 赫沃希夫卡 (霍羅爾區)
49°44′4″N 33°17′8″E / 49.73444°N 33.28556°E
赫沃希夫卡（烏克蘭語：Хвощівка），是烏克蘭中部的村莊，隸屬波爾塔瓦州的盧布尼區。該村處於霍羅爾河右岸，分別距離佩特拉基伊夫卡1公里和延基4.5公里，2001年人口530。